# 李良 (成化己丑進士)
李良（1435年—1490年），字堯臣，直隸蘇州府嘉定縣真如鎮人，匠籍。明朝官员。同進士出身。

## 生平
成化四年（1468年）戊子科應天府鄉試第二十五名舉人。成化五年（1469年）聯捷乙丑科會試第一百六十四名，殿試登第三甲第八十四名進士，授南京刑部主事，陞郎中，成化二十年（1484年）出知瑞州府。因母喪去官，尋遭父憂，泣血毀性，竟以疾終，年五十有六。

## 著作
有《樗軒集》。

## 家族
曾祖父李文興。祖父李英。父亲李綱。